# Acantheis
Acantheis là một chi nhện trong họ Ctenidae.